# Стив Џонсон (тенисер)
Стив "Стиви" Џонсон (енгл. Steve "Stevie" Johnson; рођен 24. децембра 1989. године у Оринџу, Калифорнија, САД) је амерички професионални тенисер који је свој најбољи пласман у синглу достигао 25. јула 2016. када је заузимао 21. место на АТП листи. У конкуренцији парова најбоља позиција му је 39. место.
На Гренд слем турнирима у синглу није стигао даље од 4. кола док је у дублу имао један запаженији резултат – полуфинале Отвореног првенства САД 2015. (партнер му је био Сем Квери). Играо је финале АТП турнира у Бечу где је поражен од Шпанца Давида Ферера после три сета. На турниру у Нотингему 2016. у финалу побеђује Уругвајца Пабла Куеваса у два сета и тако први пут подиже пехар у синглу. До друге титуле у каријери (прве на шљаци) стиже на турниру у Хјустону 2017, а у финалу је био бољи од још једног Јужноамериканца, Томаза Белучија из Бразила.
2018. успешно је одбранио титулу из Хјустона савладавши у финалу сународника Тениса Сандгрена. То је први пут још од Ендија Родика (2001–2002) да је неко везао две узастопне титуле на овом турниру. И на путу до финала побеђивао је искључиво Американце: Ескобеда, Тијафоа, Изнера и Фрица. Трећи турнир на америчком континенту и други на трави осваја у Њупорту а у финалу противник му је био Индијац Раманатан коме је то било прво финале на АТП турнирима. На турниру у Винстон-Сејлему Џонсон је имао прилику да после Хјустона (шљака) и Њупорта (трава) освоји и титулу на тврдој подлози у истој сезони. Међутим, у томе га је спречио Данил Медведев победом у финалу у два сета.
У конкуренцији парова долази до прве АТП титуле на турниру у Женеви 2016. Дубл партнер му је био Сем Квери (као и у претходна два финала), а у мечу за титулу су савладали Јужноафриканца Класена и Американца Рама. Другу титулу (прву на травнатој подлози) осваја 2022. на турниру у Њупорту.
На Летњим олимпијским играма у Рију 2016. осваја бронзану медаљу у конкуренцији мушких парова са сународником Џеком Соком. Амерички дубл је у мечу за треће место био бољи од Канађана Данијела Нестора и Вашека Поспишила у два сета.

## Финала АТП мастерс 1000 серије

### Парови: 1 (0:1)
| Исход     | Бр. | Година | Турнир    | Подлога | Партнер        | Противници                      | Резултат           |
| --------- | --- | ------ | --------- | ------- | -------------- | ------------------------------- | ------------------ |
| Финалиста | 1.  | 2021.  | Синсинати | Тврда   | Остин Крајичек | Марсел Гранољерс Орасио Зебаљос | 6:7(5:7), 6:7(5:7) |

## Мечеви за олимпијске медаље

### Парови: 1 (1:0)
| Исход  | Година | Турнир                 | Подлога | Партнер | Противници                    | Резултат |
| ------ | ------ | ---------------------- | ------- | ------- | ----------------------------- | -------- |
| Бронза | 2016.  | Олимпијске игре у Рију | Тврда   | Џек Сок | Данијел Нестор Вашек Поспишил | 6:2, 6:4 |

## АТП финала

### Појединачно: 6 (4:2)
| Легенда                        |
| ------------------------------ |
| Гренд слем турнири (0:0)       |
| Завршно првенство сезоне (0:0) |
| АТП мастерс 1000 (0:0)         |
| АТП 500 (0:1)                  |
| АТП 250 (4:1)                  |

| Финала по подлози |
| ----------------- |
| Тврда (0:2)       |
| Шљака (2:0)       |
| Трава (2:0)       |

| Финала по локацији |
| ------------------ |
| Отворено (4:1)     |
| Дворана (0:1)      |

| Исход     | Бр. | Датум             | Турнир                     | Подлога   | Противник          | Резултат           |
| --------- | --- | ----------------- | -------------------------- | --------- | ------------------ | ------------------ |
| Финалиста | 1.  | 25. октобар 2015. | Беч, Аустрија              | Тврда (д) | Давид Ферер        | 6:4, 4:6, 5:7      |
| Победник  | 1.  | 25. јун 2016.     | Нотингем, Велика Британија | Трава     | Пабло Куевас       | 7:6(7:5), 7:5      |
| Победник  | 2.  | 16. април 2017.   | Хјустон, САД               | Шљака     | Томаз Белучи       | 6:4, 4:6, 7:6(7:5) |
| Победник  | 3.  | 15. април 2018.   | Хјустон, САД (2)           | Шљака     | Тенис Сандгрен     | 7:6(7:2), 2:6, 6:4 |
| Победник  | 4.  | 22. јул 2018.     | Њупорт, САД                | Трава     | Рамкумар Раманатан | 7:5, 3:6, 6:2      |
| Финалиста | 2.  | 25. август 2018.  | Винстон-Сејлем, САД        | Тврда     | Данил Медведев     | 4:6, 4:6           |

### Парови: 8 (2:6)
| Легенда                        |
| ------------------------------ |
| Гренд слем турнири (0:0)       |
| Завршно првенство сезоне (0:0) |
| АТП мастерс 1000 (0:1)         |
| АТП 500 (0:0)                  |
| АТП 250 (2:5)                  |

| Финала по подлози |
| ----------------- |
| Тврда (0:6)       |
| Шљака (1:0)       |
| Трава (1:0)       |

| Финала по локацији |
| ------------------ |
| Отворено (2:3)     |
| Дворана (0:3)      |

| Исход     | Бр. | Датум             | Турнир             | Подлога   | Партнер          | Противници                             | Резултат              |
| --------- | --- | ----------------- | ------------------ | --------- | ---------------- | -------------------------------------- | --------------------- |
| Финалиста | 1.  | 27. јул 2014.     | Атланта, САД       | Тврда     | Сем Квери        | Вашек Поспишил Џек Сок                 | 3:6, 7:5, [5:10]      |
| Финалиста | 2.  | 14. фебруар 2016. | Мемфис, САД        | Тврда (д) | Сем Квери        | Маријуш Фирстенберг Сантијаго Гонзалез | 4:6, 4:6              |
| Победник  | 1.  | 21. мај 2016.     | Женева, Швајцарска | Шљака     | Сем Квери        | Равен Класен Раџив Рам                 | 6:4, 6:1              |
| Финалиста | 3.  | 20. фебруар 2017. | Мемфис, САД (2)    | Тврда (д) | Рајан Харисон    | Брајан Бејкер Никола Мектић            | 3:6, 4:6              |
| Финалиста | 4.  | 16. фебруар 2020. | Њујорк, САД        | Тврда (д) | Рајли Опелка     | Доминик Ингло Ајсам-ул-Хак Куреши      | 6:7(5:7), 6:7(6:8)    |
| Финалиста | 5.  | 2. август 2021.   | Атланта, САД (2)   | Тврда     | Џордан Томпсон   | Рајли Опелка Јаник Синер               | 4:6, 7:6(8:6), [3:10] |
| Финалиста | 6.  | 22. август 2021.  | Синсинати, САД     | Тврда     | Остин Крајичек   | Марсел Гранољерс Орасио Зебаљос        | 6:7(5:7), 6:7(5:7)    |
| Победник  | 2.  | 17. јул 2022.     | Њупорт, САД        | Трава     | Вилијам Блумберг | Равен Класен Марсело Мело              | 6:4, 7:5              |